# 4117-es mellékút (Magyarország)
A 4117-es számú mellékút egy közel 20 kilométeres hosszúságú, négy számjegyű mellékút Szabolcs-Szatmár-Bereg vármegye középső-keleti részén: Vásárosnaménytól húzódik Mátészalka belterületének északi részéig. Fő iránya szinte végig észak-déli.

## Nyomvonala
Vásárosnamény belterületének déli részén ágazik ki a 41-es főút 50+750-es kilométerszelvénye közelében lévő körforgalomból, déli irányban, Damjanich utca néven. Pár száz méter után nyugat felől mellésimulnak a Mátészalka–Záhony-vasútvonal vágányai, de hamarosan újra el is válnak, mert az út kissé keletebbnek veszi az irányt. A 2. kilométere táján halad át Vitka városrész központjának keleti részén; ugyanott dél-délkelet felé kiágazik belőle a 4119-es út, a 4117-es pedig éles irányváltással nyugatnak fordul. Kiss Ernő utca néven halad Vitka főutcájaként, kevéssel a 3. kilométere előtt kiágazik belőle dél felé a 41 322-es számú mellékút a vasút Vitka megállóhelyének kiszolgálására, majd az út keresztezi is a vasutat. Kevéssel ezután Pöltenberg utca néven folytatódik, újból délnek, így lép ki Vitka házai közül, nagyjából 3,6 kilométer után. 5,1 kilométer után belép Olcsva területére, de lakott helyeket ott nemigen érint, s még a 6. kilométere előtt el is hagyja e község határait.
Nagydobos területén folytatódik, a település északi szélét 6,5 kilométer után éri el, s ott Fő utca lesz a neve. A központban, 8,3 kilométer után kiágazik belőle kelet felé a 4118-as út Szamosszeg irányába, és már 10,3 kilométer megtételén is túl jár, amikor elhalad a község utolsó házai mellett. 12,8 kilométer után újra keresztezi a síneket, majd szinte azonnal Ópályi határai közé ér; a lakott területet bő 13,5 kilométer után éri el, a Szent István király út nevet felvéve, a központban, 14,2 kilométer után pedig beletorkollik kelet felől a 4116-os út, Vaja irányából. Egy darabig Kálvin János tér a neve, a déli falurészben pedig az Árpád utca nevet viseli, így is lép ki a településről, 16,7 kilométer után. A 17. kilométerénél már mátészalkai területen húzódik, 18,2 kilométer után pedig eléri a város északi szélét. Itteni szakasza a Széchenyi István utca, majd a József Attila utca nevet viseli, így is ér véget, beletorkollva a 49-es főútba, annak kevéssel a 17+200-as kilométerszelvénye előtt.
Teljes hossza, az országos közutak térképes nyilvántartását szolgáló kira.kozut.hu adatbázisa szerint 19,121 kilométer.

## Története
1934-ben a kereskedelem- és közlekedésügyi miniszter 70 846/1934. számú rendelete teljes hosszában másodrendű főúttá nyilvánította, a Debrecentől Vásárosnaményon át Beregsurányig tartó 37-es főút részeként.
Egy dátum nélküli, feltehetőleg 1949 körül készült térkép szerint akkor harmadrendű főút volt, a Debrecen-Vásárosnamény közti 471-es főút részeként.

## Települések az út mentén
- Vásárosnamény
- (Olcsva)
- Nagydobos
- Ópályi
- Mátészalka